# Bjarnafoss
De Bjarnafoss is een waterval op Snæfellsnes, IJsland. Vanaf de 566 meter hoge Mælifell stroomt een riviertje naar beneden dat in de Dritvíkurgrunn, een deel van de Faxaflói, uitkomt. Dit rivierje stort zich over de laatste bergwand als de Bjarnafoss naar beneden.